# Lillnäs och Björnhuvud
Lillnäs och Björnhuvud är en av SCB avgränsad och namnsatt småort i Österåkers kommun i Stockholms län. Småorten omfattar bebyggelse i Lillnäs och Björnhuvud, belägna nordöst om Bammarboda i Roslags-Kulla socken.